# Sepia apama
Sepia apama es una especie de molusco cefalópodo de la familia Sepiidae. Su manto puede alcanzar una longitud de hasta 50 cm. y pesar cerca de 10,5 kg., convirtiéndola en la mayor de su orden.
Es nativa de la costa sudeste de Australia, de Brisbane en Queensland hasta la Bahía Shark en Australia Occidental. Habita los arrecifes, con un rango de profundidad que llega a los 100 m.